# Stranger Things (5.ª temporada)
A quinta e última temporada da série de televisão americana de drama e terror e ficção científica Stranger Things, comercializada como Stranger Things 5, será lançada no serviço de streaming Netflix. A temporada está programada para ser lançada em três partes, em 26 de novembro, 25 de dezembro e 31 de dezembro de 2025, respectivamente. A temporada será produzida pelos criadores da série, os irmãos Duffer, juntamente com Shawn Levy e Dan Cohen.
Retornando como regulares da série estão Winona Ryder, David Harbour, Finn Wolfhard, Millie Bobby Brown, Gaten Matarazzo, Caleb McLaughlin, Noah Schnapp, Sadie Sink, Natalia Dyer, Charlie Heaton, Joe Keery, Maya Hawke, Priah Ferguson, Brett Gelman, Cara Buono e Jamie Campbell Bower. Amybeth McNulty foi promovida a regular da série após aparecer como convidada na temporada anterior, enquanto Linda Hamilton se juntou ao elenco principal.

## Premissa
Outono de 1987. Hawkins está marcado pela abertura das Fendas, e nossos heróis estão unidos por um único objetivo: encontrar e matar Vecna. Mas ele desapareceu — seu paradeiro e planos são desconhecidos.

Para complicar a missão, o governo colocou a cidade em quarentena militar e intensificou a busca por Eleven, forçando-a a se esconder novamente. À medida que o aniversário do desaparecimento de Will se aproxima, um medo pesado e familiar se aproxima. A batalha final se aproxima — e com ela, uma escuridão mais poderosa e mortal do que qualquer coisa que já enfrentaram.

Para acabar com esse pesadelo, eles precisarão de todos — o grupo inteiro — unidos, uma última vez. Netflix

## Elenco e persoangens

### Principal
- Winona Ryder como Joyce Byers
- David Harbour como Jim Hopper
- Millie Bobby Brown como Onze / Jane Ives Hopper
- Finn Wolfhard como Mike Wheeler
- Gaten Matarazzo como Dustin Henderson
- Caleb McLaughlin como Lucas Sinclair
- Noah Schnapp como Will Byers
- Sadie Sink como Max Mayfield
- Natalia Dyer como Nancy Wheeler
- Charlie Heaton como Jonathan Byers
- Joe Keery como Steve Harrington
- Maya Hawke como Robin Buckley
- Brett Gelman como Murray Bauman
- Priah Ferguson como Erica Sinclair

### Também estrelando
- Jamie Campbell Bower como Vecna / Henry Creel / Um
- Cara Buono como Karen Wheeler
- Linda Hamilton como Dr. Kay[2]
- Amybeth McNulty como Vickie

### Confirmado
- Joe Chrest como Ted Wheeler[3]
- Nell Fisher como Holly Wheeler[4]
- Jake Connelly como Derek Turnbow
- Alex Breaux como Tenente Akers
- Sherman Augustus como Tenente Coronel Jack Sullivan[5]

## Episódios
| Parte 1     |   |                          |                     |                      |                        |
| 35          | 1 | "Chapter One: The Crawl" | The Duffer Brothers | The Duffer Brothers  | 26 de novembro de 2025 |
| 36          | 2 | "TBA"                    | The Duffer Brothers | The Duffer Brothers  | 26 de novembro de 2025 |
| 37          | 3 | "The Turnbow Trap"       | Frank Darabont      | Caitlin Schneiderhan | 26 de novembro de 2025 |
| 38          | 4 | "Sorcerer"               | ASD                 | Paul Dichter         | 26 de novembro de 2025 |
| Parte 2     |   |                          |                     |                      |                        |
| 39          | 5 | "Shock Jock"             | Frank Darabont      | Curtis Gwinn         | 25 de dezembro de 2025 |
| 40          | 6 | "Escape from Camazotz"   | ASD                 | Kate Trefry          | 25 de dezembro de 2025 |
| 41          | 7 | "The Bridge"             | ASD                 | The Duffer Brothers  | 25 de dezembro de 2025 |
| Parte Final |   |                          |                     |                      |                        |
| 42          | 8 | "The Rightside Up"       | The Duffer Brothers | The Duffer Brothers  | 31 de dezembro de 2025 |

1. ↑  O título completo do segundo episódio não foi anunciado junto com os títulos dos outros episódios, apenas que o título começa com "The Vanishing of".[6]

## Produção

### Desenvolvimento
Em 17 de fevereiro de 2022, os criadores da série Matt e Ross Duffer divulgaram uma carta extensa sobre Stranger Things que incluía, entre outras revelações, o cronograma de lançamento de duas partes da quarta temporada, sua intenção de produzir uma série spinoff ambientada no mundo do programa para a Netflix e a renovação da série para uma quinta e última temporada. A dupla havia indicado originalmente que o programa estava planejado para durar no máximo quatro temporadas, mas uma quinta temporada foi posteriormente provocada pelos produtores em 2017.
Assim como nas temporadas anteriores, o planejamento para a quinta e última temporada de Stranger Things começou antes do lançamento da temporada anterior. No entanto, devido às interrupções causadas pela pandemia da COVID-19, os Duffers conseguiram delinear completamente a quinta temporada antes mesmo de a quarta começar a ser filmada, o que foi um afastamento de sua cadência habitual de desenvolvimento usual. Eles então revisitaram seu esboço e retrabalharam a estrutura e os eventos da quinta temporada com base no feedback que receberam após o lançamento da quarta temporada, chegando até a alterar o final da série. Em junho de 2023, foi anunciado que Dan Trachtenberg havia sido contratado para dirigir um episódio da temporada. O produtor executivo Shawn Levy foi confirmado para dirigir pelo menos um episódio da temporada até setembro de 2023. Frank Darabont saiu da aposentadoria para dirigir dois episódios, tendo sido um grande fã da série ao lado de sua esposa.

### Escrita
A escrita para a quinta temporada começou em 2 de agosto de 2022, cerca de um mês após a estreia do volume 2 da quarta temporada. Em 6 de novembro de 2022 (Stranger Things Day), foi anunciado que o primeiro episódio seria intitulado "Chapter One: The Crawl" e seria escrito pelos Duffers. Conforme observado pelos Duffers no WGFestival 2022, algumas ideias não utilizadas originalmente concebidas para a segunda temporada foram implementadas nas histórias da quinta temporada. Por causa dos efeitos da pandemia de COVID-19 na indústria do entretenimento, os Duffers tiveram tempo para delinear a quinta temporada antes mesmo que a quarta temporada pudesse ser filmada, editada e lançada, mas assim que a quarta temporada foi lançada, os Duffers receberam algum feedback dos fãs e colaboradores do programa, levando-os a reescrever alguns planos para a temporada, ou seja, o final da série, e apresentá-los à Netflix, embora tenham notado que a maior parte de seu plano original permaneceu inalterado. A equipe de roteiristas descreveu o tom da temporada como se as “temporadas 1 e 4 tivessem um bebê” que foi “injetado com esteróides”. Em 6 de maio de 2023, os irmãos Duffer anunciaram que a escrita para a 5ª temporada havia sido pausada devido à greve do Writers Guild of America de 2023. Em 27 de setembro, dia em que a greve terminou, a conta Stranger Things Writers postou uma imagem dizendo "Estamos de volta", confirmando oficialmente que a escrita havia sido retomada. A Netflix supostamente priorizaria a escrita deste roteiro porque Stranger Things era lucrativo e porque os atores, embora ainda jovens, não poderiam continuar a interpretar adolescentes para sempre. Em 14 de outubro de 2023, foi revelado que a escrita estava mais da metade concluída.

### Elenco
A quinta temporada traz o retorno de Winona Ryder, David Harbour, Finn Wolfhard, Millie Bobby Brown, Gaten Matarazzo, Caleb McLaughlin, Noah Schnapp, Sadie Sink, Natalia Dyer, Charlie Heaton, Joe Keery, Maya Hawke, Priah Ferguson, Brett Gelman, Cara Buono e Jamie Campbell Bower. Em junho de 2023, durante o evento TUDUM da Netflix, foi anunciado que Linda Hamilton se juntaria ao elenco. Hamilton contatou os irmãos Duffer pelo Zoom, fornecendo-lhe informações sobre a "forma" de sua personagem, mas não sobre a história. Quando a produção começou em janeiro de 2024, uma foto do set divulgada pela equipe confirmou o retorno de Amybeth McNulty como Vickie. Em julho de 2024, Nell Fisher, Jake Connelly e Alex Breaux se juntaram ao elenco. Em meio às filmagens em meados de outubro de 2024, uma chamada de elenco foi anunciada pela Knight Edge Media para a falecida filha de Jim Hopper, Sara, que foi anteriormente retratada por Elle Graham na primeira temporada, com indicações de que ela também apareceria em sequências de flashback com a exigência de que a atriz escolhida se parecesse com Graham naquela época. Em novembro de 2024, Nell Fisher foi confirmada para aparecer como Holly Wheeler.

### Filmagem
Harbour originalmente esperava filmar simultaneamente suas cenas como Jim Hopper para a temporada ao lado das de seu personagem Alexei Shostakov / Red Guardian no filme Thunderbolts* (2025) do Universo Cinematográfico Marvel (MCU), que foi originalmente planejado para ser filmado ao mesmo tempo que a temporada em Atlanta. No entanto, as disputas trabalhistas de Hollywood em 2023 fizeram com que ambas as produções fossem atrasadas pela greve dos roteiristas. Por causa disso, o acordo inicial dos Duffers com Ryder ao ingressar na série em meados de 2015, ode deixá-la dar uma pausa na série para reprisar seu papel como Lydia Deetz em uma possível sequência de Beetlejuice (1988) que Tim Burton vinha planejando seriamente desde 2000, não precisou ser concedido, já que Ryder filmou Beetlejuice Beetlejuice (2024) em meio às disputas antes do início das filmagens da temporada. Após um atraso significativo devido às disputas, a produção da quinta temporada começou em 8 de janeiro de 2024. Em março de 2024, Brown afirmou que faltavam nove meses de filmagem e que ela havia lido o roteiro de seis episódios. Em 27 de junho, Maya Hawke revelou no podcast "Podcrushed" que a temporada consistirá em "basicamente oito filmes" e que os episódios são "muito longos". Em 3 de julho, Ross Duffer revelou que a produção estava na metade. Em outubro de 2024, Finn Wolfhard declarou à People que eles estavam "quase terminando as filmagens". As filmagens terminaram em 20 de dezembro de 2024.

### Pós-produção
Em janeiro de 2025, os irmãos Duffer anunciaram que a pós-produção da temporada estava em andamento e que o trabalho nos efeitos visuais estava "à frente do cronograma".

## Marketing
Em janeiro de 2025, foi divulgado um cartaz de desaparecido de Eleven (exibido como Jane Hopper). Um anúncio de estreia com algumas cenas inéditas e retrospectiva foi lançado em 31 de maio de 2025 durante o evento Tudum junto com as datas de lançamento. 1 mês e meio depois foi lançado um pôster oficial em comemoração do aniversário de 9 anos do lançamento da 1° temporada e provocação de um teaser para o dia seguinte, em 16 de julho de 2025 um grandioso teaser trailer ao som de uma versão épica de Child in Time do Deep Purple foi lançado.

## Lançamento
A temporada está programada para ser lançada em três partes: o Volume 1 será lançado em 26 de novembro de 2025 com quatro episódios, o Volume 2 em 25 de dezembro com três episódios e o episódio final em 31 de dezembro.